# Raúl Mijango
Mario Alberto Mijango Menjívar (Santa Cruz Michapa, 20 de diciembre de 1958 - 28 de agosto de 2023), conocido como Raúl Mijango, fue un líder guerrillero, firmante de los Acuerdos de Paz de El Salvador. En sus propias palabras, proviene de una familia de escasos recursos, su padre obrero y su madre, Genoveva Menjívar, campesina; fue el menor de los hijos de esta pareja. Recientemente fue condenado a trece años de prisión por extorsión, falleciendo en cárcel por complicaciones por Insuficiencia Renal Crónica, Diabetes, e Hipertensión.

## Biografía

### Juventud
Desde los 14 años inició su actividad social como catequista y celebrador de la palabra en organizaciones eclesiales de base, trabajó como obrero metalúrgico a los 15 años y a los 17, fue fundador de la Liga Obrero Revolucionaria (LOR) de tendencia trotskista. A los 18 años, participó como dirigente sindical y comando urbano. 
Para 1981 ya era comandante guerrillero en el frente paracentral "Anastasio Aquino", participando en labores en la zona de los cerros de San Pedro al mando de unidades del ERP (Ejército Revolucionario del Pueblo). En 1983 contribuyó a la creación de la Brigada Rafael Arce Zablah (BRAZ), siendo parte de su Estado Mayor, jefe de batallón y uno de los encargados de operaciones de la misma. En 1985 fue fundador de las Fuerzas Especiales del ERP, una unidad élite responsable de la ejecución de operaciones estratégicas en el oriente de El Salvador.

### Firma de los Acuerdos de Paz
Firmados los Acuerdos de Paz, representó al ERP en el Grupo Conjunto de Trabajo (GCT)-(FMLN-ONUSAL) entidad encargada de la desmovilización de las unidades militares del ERP y del FMLN. Entre 1993 y 1995 fue Codirector Nacional del Programa Contra Accidentes por Minas (PAM), constituido por: FMLN, ONUSAL, UNICEF, Fuerza Armada de El Salvador (FAES) y una empresa privada, éste comité se encargó de la delimitación, desactivación y destrucción de campos minados, uno de los programas más exitosos del mundo de acuerdo a UNICEF. De 1993 a 1994, contribuyó a la reconversión del FMLN de fuerza Político Militar a Partido Político. Miembro de la Comisión de Seguimiento al cumplimiento de los Acuerdos de Paz y Coordinador de la Secretaría de Asuntos Agrarios del FMLN que se encargó de la negociación y transferencia de 110000 manzanas de tierras cultivables a excombatientes y tenedores civiles. También coordinó el Programa de Asentamientos Humanos Rurales (AHR) y la negociación de las propiedades donde estos se basificaron. En 1997 fue fundador del Movimiento Renovador del FMLN.

### 2000
En 2000 interpuso su renuncia irrevocable al FMLN. En 2001, fundador del Movimiento Acción Ciudadana. De 1996 a 2001, Presidente de la Fundación de Acción Económica y Social (FUNDAES). De 2002 a 2004, Presidente de la Asociación Promotora de la Organización de Discapacitados de El Salvador (PODES). De 2006 a la fecha es Presidente de la Fundación Ing. Enrique Álvarez Córdova. Es Conferencista y Consultor Internacional en el tema de Limpieza de Campos Minados. De 2004 a la fecha, es Miembro Propietario del Consejo Nacional de Atención Integral a las Personas con Discapacidad (CONAIPD) presidido por la primera dama de la República. Articulista del periódico Co Latino y del Nuevo Enfoque. En 2005 fundó el Frente Democrático Revolucionario (FDR). Desde 2006 es miembro de la Sociedad Bolivariana de El Salvador.

### Tregua con pandillas
El 29 de junio de 2011, fue objeto de un secuestro, se le encontró en un cafetal entre los municipios de Cojutepeque y San Rafael Cedros, afirma que el secuestro fue realizado por las pandillas, y que este suceso le motivó a buscar una manera de resolver este problema; con la ayuda de David Munguía Payes y Fabio Colindres es parte del proceso de tregua con las pandillas llevado a cabo en El Salvador, dicho proceso ha tenido fuertes críticas por parte de ciertos sectores civiles y del espectro político del país, al tiempo que ha sido objeto de estudio por organismo internacionales como la OEA y obtenido el visto bueno de otros sectores de la sociedad civil salvadoreña, debido a su aparente éxito a la hora de disminuir la cantidad de asesinatos diarios.

## Publicaciones
- La nueva izquierda, 1994
- Maldita pobreza, 2005
- Mi guerra, 2007
- Con el santo de espaldas, 2009
- La lucha armada: historial de un puño, 2012
- Tregua entre pandillas y/o proceso de paz en El Salvador, 2013